# Django (película de 2017)
Django es el nombre de una película francesa de género drama que aborda la vida del guitarrista Django Reinhardt, dirigida por Étienne Comar. La película fue la apertura del Berlin International Film Festival.

## Sinopsis
Gira en torno a Django Reinhardt, un guitarrista y compositor, y su vuelo hacia el París ocupado por Alemania en 1943.

## Reparto
- Reda Kateb como Django Reinhardt.
- Cécile de France como Louise de Klerk.
- Bea Palya como Naguine.
- Johnny Montreuil como Joseph Reinhardt.
- Raphaël Dever como Vola.
- Patrick Mille como Charlie Delaunay.
- Àlex Brendemühl como Hans Biber.
- Ulrich Brandhoff como Hammerstein.